# کاسیکاسیما
کاسیکاسیما (به لاتین: Kasikasima) یک کوه در سورینام است که در ناحیه سیپالیوینی واقع شده‌است. کاسیکاسیما ۷۱۸ متر بالاتر از سطح دریا واقع شده‌است.